# Émile Poirier
Émile Poirier (* 14. Dezember 1994 in Montréal, Québec) ist ein kanadischer Eishockeyspieler, der seit Oktober 2024 bei den Pétroliers de Laval aus der Ligue Nord-Américaine de Hockey (LNAH) unter Vertrag steht und dort auf der Position des linken Flügelstürmers spielt. Zuvor absolvierte Poirier unter anderem acht Spiele für die Calgary Flames in der National Hockey League (NHL) und verbrachte eine Saison bei den Iserlohn Roosters in der Deutschen Eishockey Liga (DEL).

## Karriere

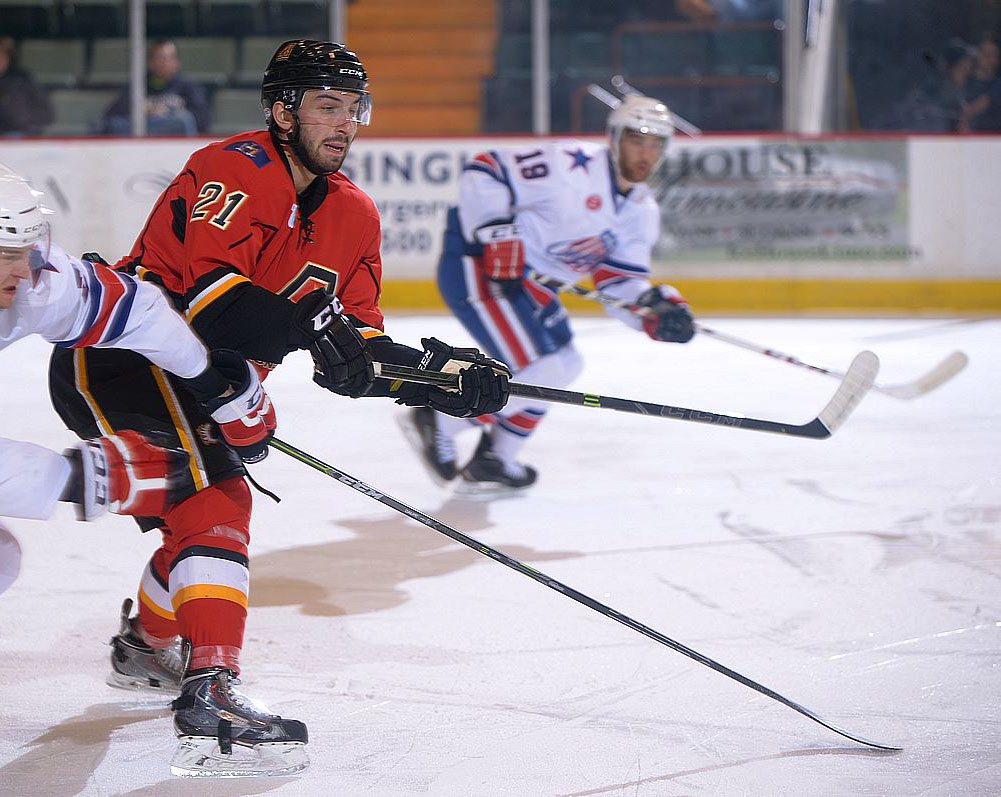
Poirier im Trikot der Adirondack Flames (2015)

Émile Poiriers Karriere begann bei den Olympiques de Gatineau in der Ligue de hockey junior majeur du Québec (LHJMQ). Nach 40 Scorerpunkten in seiner Debütsaison konnte er seine Ausbeute in der zweiten Spielzeit auf 70 Punkte steigern. Beim NHL Entry Draft 2013 wurde er daraufhin bereits in der ersten Runde an 22. Stelle von den Calgary Flames ausgewählt. Kurz zuvor war er zudem in das Trainingscamp der kanadischen Juniorennationalmannschaft berufen worden. Während seiner letzten Saison bei den Olympiques, in der er sich nochmal auf 87 Scorerpunkte steigern konnte, wurde er bereits im Dezember 2013 mit einem Einstiegsvertrag von den Flames ausgestattet und gab noch im Frühjahr 2014 sein Profidebüt in der American Hockey League (AHL). Nachdem er die Vorbereitung auf die die Saison 2014/15 wegen einer Schulterverletzung verpasst hatte, konnte er sich im Verlauf der Spielzeit bei den Adirondack Flames, Calgarys Farmteam in der AHL, etablieren. Als jüngster Spieler nahm er 2015 am AHL All-Star Classic teil. Ende Februar 2015 wurde er zudem erstmals in das NHL-Team der Flames berufen, für das er bis Saisonende noch zu sechs Einsätzen mit durchschnittlich knapp acht Minuten Eiszeit kam.
In den folgenden Jahren konnte er seine Leistungen nicht bestätigen, sodass er nach zwei weiteren NHL-Spielen in der Saison 2015/16 fortan nur noch für Stockton Heat in der AHL zum Einsatz kam. Ab Februar 2017 fehlte er der Mannschaft für mehrere Wochen. Hintergrund war eine Alkoholabhängigkeit, die er im Sommer 2017 öffentlich machte. Er verbrachte eine weitere Saison in Stockton, bevor er von den Manitoba Moose verpflichtet wurde, für die er zwei Jahre aktiv war.
Im Januar 2021 entschied er sich für einen Wechsel nach Europa und unterzeichnete einen Vertrag beim HC Košice in der slowakischen Extraliga. Im Sommer 2021 schloss er sich Dinamo Riga in der Kontinentalen Hockey-Liga (KHL) an. Als sich das Team nach dem Beginn des russischen Überfall auf die Ukraine im Februar 2022 aus der KHL zurückzog, fand Poirier in der Svenska Hockeyligan (SHL) einen neuen Verein: Mit Djurgården Hockey beendete er die Saison. Im Juli 2022 unterschrieb er einen Vertrag bei Rocket de Laval aus der AHL und nahm am Vorbereitungscamp der Canadiens de Montréal teil. Nachdem sich die Chancen auf ein NHL-Comeback zerschlagen hatten, wurde sein Vertrag aufgelöst und er wechselte abermals nach Europa. Im Oktober 2022 gaben die Iserlohn Roosters aus der Deutschen Eishockey Liga (DEL) seine Verpflichtung bekannt. Ab November 2023 spielte er für den slowakischen Hauptstadtklub HC Slovan Bratislava in der Extraliga. Zur Saison 2024/25 wechselte der Kanadier zu Nybro Vikings IF in die zweitklassige, schwedische HockeyAllsvenskan. Den schwedischen Klub verließ Poirier aber nach fünf Einsätzen bereits im Oktober 2024 wieder und kehrte in sein Heimatland zurück. Dort schloss er sich den Pétroliers de Laval aus der Ligue Nord-Américaine de Hockey (LNAH) an.

## Erfolge und Auszeichnungen
- 2015 Teilnahme am AHL All-Star Classic

## Karrierestatistik
Stand: Ende der Saison 2023/24
(Legende zur Spielerstatistik: Sp oder GP = absolvierte Spiele; T oder G = erzielte Tore; V oder A = erzielte Assists; Pkt oder Pts = erzielte Scorerpunkte; SM oder PIM = erhaltene Strafminuten; +/− = Plus/Minus-Bilanz; PP = erzielte Überzahltore; SH = erzielte Unterzahltore; GW = erzielte Siegtore; 1 Play-downs/Relegation; Kursiv: Statistik nicht vollständig)